# Annika Nyberger
Annika Nyberger född 24 november 1968, är en svensk före detta friidrottare (långdistanslöpare). 

## Personliga rekord
| Utomhus - 1 500 meter – 4:46,08 (Karlstad 15 juli 1998) - 5 000 meter – 16:55,45 (Växjö 4 juli 2002) - 10 000 meter – 35:05,14 (Stockholm 24 juli 1998) - 10 km landsväg – 35:37 (Stockholm 1 september 2002) - Halvmaraton – 1:17:02 (Stockholm 8 september 2002) - Maraton – 2:41:11 (Paris, Frankrike 4 april 1999) | Inomhus - 3 000 meter – 9:36,83 (Malmö 15 februari 1997) |